# (32098) 2000 KB43
2000 KB43 (asteroide 32098) é um asteroide da cintura principal. Possui uma excentricidade de 0.10069790 e uma inclinação de 4.77138º.
Este asteroide foi descoberto no dia 25 de maio de 2000 por Spacewatch em Kitt Peak.